# Боденстаун
Боденстаун (англ. Bodenstown; ирл. Baile Uí Bhuadáin) — деревня в Ирландии, находится в графстве Килдэр (провинция Ленстер).
О могиле с местного кладбища написана песня «Tone's Grave» (также известная как Bodenstown Churchyard).